# Walbucht
Die Walbucht ist eine kleine Bucht der Drakestraße an der Westküste von King George Island, der größten der Südlichen Shetlandinseln. 
Sie liegt im Westen der Fildes-Halbinsel, zwischen Granitbucht im Nordosten und Muschelbucht im Südwesten. In die östliche Ecke der ungefähr quadratischen Bucht mündet der Walbach, der den Walsee entwässert. Nördlich der Bucht – vor der Landzunge, die sie von der Granitbucht trennt – liegt die Walinsel.
Im Rahmen zweier deutscher Expeditionen zur Fildes-Halbinsel in den Jahren 1981/82 und 1983/84 unter der Leitung von Dietrich Barsch (Geographisches Institut der Universität Heidelberg) und  Gerhard Stäblein (Geomorphologisches Laboratorium der Freien Universität Berlin) wurde die Bucht zusammen mit zahlreichen weiteren bis dahin unbenannten geographischen Objekten der Fildes-Halbinsel neu benannt und dem Wissenschaftlichen Ausschuss für Antarktisforschung (Scientific Committee on Antarctic Research, SCAR) gemeldet.